# 재인폭포

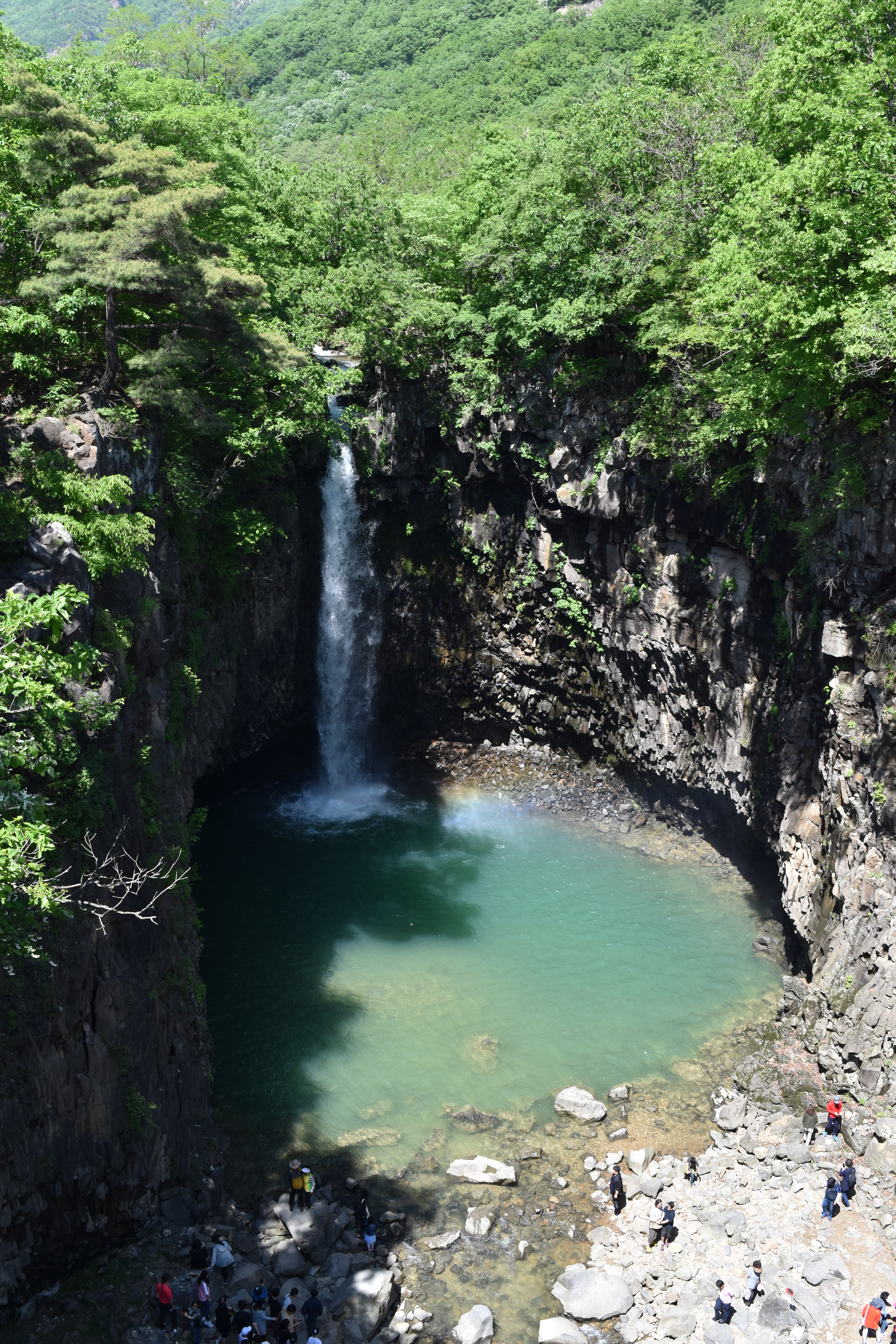
재인폭포

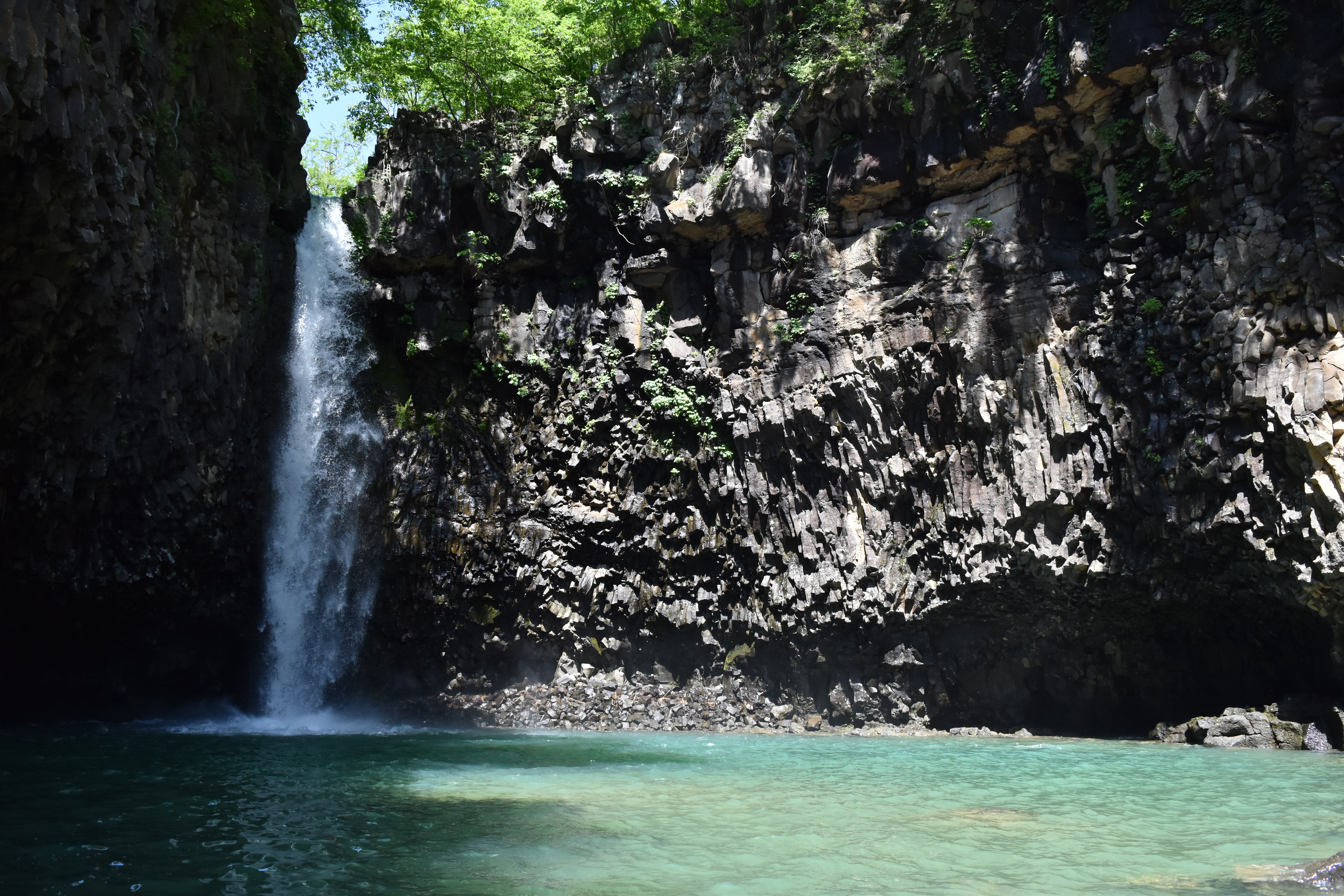
재인폭포

재인폭포(才人瀑布)는 경기도 연천군 연천읍 부곡리의 현무암에 발달한 폭포이다. 지장봉에서 발원한 한탄강의 지류가 신생대 제4기 현무암 주상절리 절벽을 따라 18미터 높이의 폭포를 이룬다.

## 전설
재인폭포는 광대를 주인공으로 하는 전설이 유명하다. 옛날 아름다운 부인을 둔 광대가 있었는데 고을 수령이 그의 아내를 탐내어 폭포의 계곡 사이에 줄을 걸고 줄타기를 시킨 후 광대가 줄 가운데 이르자 줄을 끊어 죽게 하였다는 것이다. 아내는 복수하고자 수령의 수청을 받아들이는 척 하고는 잠자리에서 수령의 코를 물어 뜯은 후 혀를 깨물어 자결하였다는 이야기이다.

## 지질

### 현무암
추가령 구조곡에서 화산 활동은 백악기부터 제4기 플라이스토세까지 일어났다. 용암 대지를 형성하는 전곡 현무암은 칼륨-아르곤 연대 측정 결과 약 27만년 전(0.27 Ma)에 분출한 것으로 드러났다. 제4기 현무암은 오리산과 검불랑 부근의 680 m 고지로부터 분출하였다. 연천군 전곡 지역 제4기 화산암의 마그마 발생 심도는 약 250~300 km로 추정된다. 신생대 제4기에, 추가령 구조곡의 지질적으로 약한 부분을 따라 열하 분출(裂罅 噴出)한 용암은, 철원-평강 용암대지로 불리는 대규모 화산 지형을 형성하였다. 유동성이 큰 현무암질 용암의 분출은 주로 강원도 평강군의 오리산(鴨山, 453 m)과 검불랑을 잇는 선을 중심으로 이루어졌다. 현무암질 용암의 분출로 인해 기존의 하천들이 매몰되고 분수계가 변화하는 하계망 혼란과 재편성이 일어났으며 평탄한 곳에서는 하천쟁탈도 전개되고 있다.
연천군 내에서 제4기 현무암, 소위 전곡 현무암은 주로 한탄강을 따라 분포하며 임진강 및 영평천과 차탄천의 하류에도 분포한다. 추가령 구조곡을 따라 분출한 현무암 용암은 전곡읍 일대에서 용암 대지를 형성하며 하천에서 흔히 주상절리가 발달한다. 현무암의 전체 두께는 20 m 이내로 4매 이내의 용암류(lava flow)로 구성된다.

### 한탄강지질공원
2014년 연천군과 포천시는 한탄강 유역의 국가지질공원 인정을 추진하였다. 재인폭포를 포함한 한탄강 유역의 화산활동 지역들은 2015년 12월 31일 국가지질공원으로 지정되었다. 2018년 연천군은 경기도, 강원도, 포천시, 철원군과 함께 재인폭포를 비롯한 한탄강 국가지질공원의 유네스코 등록을 추진하여 2019년 7월 유네스코 현장 심사를 거쳐 2020년 7월 10일 국내에서 4번째로 유네스코 세계지질공원으로 등재되었다.

## 개발과 보전
1986년 한탄강에 소수력발전용 댐이 건설되었다. 이 댐으로 말미암아 한탄강의 유량이 크게 줄자 한탄강유원지는 더 이상 관광지의 역할을 할 수 없게 되었다. 한편 현대건설이 운영중이던 소수력발전소 역시 적자를 낼 뿐 별다른 이득이 없었다. 1995년 연천군은 150억 원의 예산을 마련하여 현대건설로부터 댐을 매입하고 발전시설을 철거한 뒤 교량으로만 이용하게 되었다.
2000년 한국수자원공사는 철거된 소수력발전소에서 상류 2Km 지점에 1억5천만t을 담수할 수 있는 대규모 댐을 건설하겠다는 계획을 발표하였다. 연천군 주민들은 소수력발전소의 사례를 들어 반대하였으나 수자원공사는 이전의 댐과는 달리 대규모 댐이기 때문에 유량이 줄지는 않을 것이라고 반박하였다. 건설교통부가 수자원공사의 댐 건설을 승인하자 재인폭포는 수몰될 위기에 처하였다. 수자원공사는 새로 지어지는 한탄강댐은 홍수조절용으로 평소에는 물을 가두지 않을 것이며 재인폭포는 연중 10여일만 수몰되는 세계 유일의 폭포로 오히려 관광자원이 될 것이라고 주장하였다.
그러나 주민들은 재인폭포의 보전을 요구하여 시위에 나섰고 수자원공사는 주민들이 보상을 노리고 시위를 한다고 비난하였다. 연천주민들은 댐건설의 과정에서 극심한 갈등을 겪었다.
댐 얘기가 나오기 전에는 마을 사람들이 떡도 빚어 함께 먹고 화목했는데 이제는 서로를 불신하는 분위기가 가득합니다. 댐 건설사업을 7년여 동안 지지부진하게 끌어오면서 훈훈했던 마을인심만 흉하게 만들어 놓았습니다.

댐 건설이 추진되는 동안 여러 가지 문제가 제기되었다. 댐 건설 지역은 지진 위험이 있어 위험하다는 주장이 제기되기도 하였고, 포천 화적연과 같은 문화 유적, 재인폭포와 포천 한탄강 현무암 협곡과 비둘기낭 폭포 같은 보호할 가치가 높은 자연 환경이 수몰되고 천연기념물인 수달과 수리부엉이 등과 한탄강 석벽에서만 서식하는 한탄강구절초, 고란초 등의 동식물 서식지가 파괴된다는 지적이 있었다. 또한 1957년 이후 군부대 사격장으로 이용된 다락터 사격장도 수몰 지역에 포함되어 중금속 오염 위험도 지적되었다.
결국 댐 건설 논란은 법정 싸움으로 비화되었다. 구선호 외 156인의 주민은 건설교통부장관을 상대로 서울행정법원에 소송을 제기하였다. 2008년 총선에 나선 지역 후보들은 한탄강댐 백지화를 탄원하였으나 당시 경기도지사 김문수는 법원의 선고를 앞두고 댐추진 의견서를 제출하였다.
2008년 6월 27일 서울행정법원은 원고의 요청을 기각하였고, 제도적으로 댐건설을 막을 수 있는 방법은 모두 사라졌다. 그러나 지역 주민들은 댐 건설 반대활동을 계속하였고 수자원공사와 갈등을 빚었다. 2009년 장마철에 조선민주주의인민공화국의 황강댐이 예고 없이 방류하여 대한민국에서 인명피해가 일어나는 사건이 발생했다. 북측은 댐 기능에 이상이 있어 발생한 우발적 사건이라고 해명하였으나 당시 보수정당은 북측의 의도적인 수공이라는 주장을 펼쳤다. 주민들은 홍수조절이라는 수자원공사의 명분이 이와 같은 사건에서 의미가 없다는 이유로 댐 건설의 부당함을 주장하였으나 행정법원은 오히려 사건 책임의 40%가 연천군에 있다고 판결하여 갈등이 더욱 증폭되었다. 당시 장마로 지뢰가 유실되는 사고가 발생하자 군당국은 2010년 8월까지 재인폭포의 민간인 출입을 금지하였다. 2016년 11월 25일 댐 건설계획을 고시한 지 10년만에 완공식이 열렸다. 투입된 비용은 모두 1조2548억원이었다.
한편, 연천군은 2013년 재인폭포에 대한 천연기념물 신청을 추진하여 폭포의 보전을 요구하고, 구름다리를 개장하여 관광객의 접근을 편하게 하였다. 2013년 한국관광공사는 재인폭포를 대한민국의 관광 명소로 발표하였다.
2015년 4월 재인폭포 앞을 메우고 있던 기암괴석들이 흔적도 없이 사라지는 사건이 발생하였다. 주민들은 수자원공사가 수몰지역이라는 이유로 바위를 캐 조경용으로 사용하려고 한다는 의심을 하였지만 수자원공사는 자신들이 한 일이 아니라고 부인하였다.